# Katie Stuart
Katherine Anne Stuart (* 22. března 1985) je kanadská herečka.
Katie se narodila ve Vancouveru, B.C. a má mladšího bratra Teda. Sdílí to samé jméno s jednou americkou herečkou.

## Filmografie

### Filmy
| Rok  | Název                       | Role         | Poznámky |
| ---- | --------------------------- | ------------ | -------- |
| 1998 | Summer of the Monkeys       | Daisy Lee    |          |
| 2000 | Epicentrum                  | Robyn Foster |          |
| 2001 | Speak                       | Angel        |          |
| 2003 | X-Men 2                     | Kitty Pryde  |          |
| 2003 | Útěk ze čtvrtého rozměru    | Meg Murry    |          |
| 2005 | Sesterstvo putovních kalhot | Bunkmate Jo  |          |
| 2006 | Super náhradník             | Maria        |          |
| 2007 | Blackout                    | Francesca    |          |
| 2016 | Hořkých sedmnáct            | Jeannie      |          |

### Televizní seriály
| Rok        | Název                    | Role                 | Poznámky                   |
| ---------- | ------------------------ | -------------------- | -------------------------- |
| 1996       | Poltergeist              | Patty Greer          | díl: „Revelations“         |
| 1996       | Color Me Perfect         | Susie                | TV film                    |
| 1997       | Ochránce                 | Gwen Angeloni        | díl: „Private Eyes“        |
| 1997       | Expedice smrti           | Molly                | TV film                    |
| 1997       | Intensity                | mladá Chyna Shepherd | TV film                    |
| 1997, 1998 | Hvězdná brána            | Cassandra Fraiser    | 2 díly                     |
| 1998       | Krajní meze              | Phoebe               | (episoda "Lithia")         |
| 1998       | Pes zabiják              | Heather Yates        | TV film                    |
| 1998, 1999 | Vrána                    | Sarah Mohr           | hlavní role                |
| 1999       | The Magician's House     | Mary Green           | mini-seriál                |
| 1999       | Vražedné braterstvo      | Zillah Craig         | TV film                    |
| 2000       | Na pomezí záhad          | Breanna              | díl: „Crazy“               |
| 2000       | The Magician's House II  | Mary Green           | mini-seriál                |
| 2001       | Útěk z pekla             | Tiffany Sloan        | TV film                    |
| 2002       | Too Young to Be a Dad    | Franchesca Howell    | TV film                    |
| 2003       | Útěk ze čtvrtého rozměru | Meg Murry            | TV film                    |
| 2004       | Mrtví jako já            | J. Monteleone        | díl: „Poslední výzva“      |
| 2005       | Medvědí přízrak          | Marcus               | TV film                    |
| 2005       | 14 hodin strachu         | Ronnie Green         | TV film                    |
| 2006       | Three Moons Over Milford | Jada Reed            | 2 díly                     |
| 2006       | Nenapravitelná           | Bridget              | TV film                    |
| 2007       | Exes & Ohs               | Olivia               | 3 díly                     |
| 2009       | Láska je Láska           | Marie                | 3 dly                      |
| 2014–2016  | The 100                  | Monroe               | vedlejší role (1.–3. řada) |